# Attentato del night club di Tel Aviv del 2011
L'attentato del night club di Tel Aviv del 2011 fu un attentato combinato di aggressione con un veicolo e accoltellamento effettuato alle 01:40 locali del 29 agosto 2011 da un aggressore palestinese, che rubò un taxi israeliano e lo fece sbattere contro un posto di blocco della polizia a guardia del popolare night club Haoman 17 a Tel Aviv, in cui vi erano circa 2.000 adolescenti israeliani. Dopo essersi schiantato contro il posto di blocco, l'aggressore saltò fuori dal veicolo e iniziò a pugnalare le persone. Nell'attentatoo rimasero feriti 4 civili, 4 agenti di polizia e l'attentatore, il quale viveva illegalmente in Israele al momento dell'attentato.
Il piano dell'aggressore sarebbe stato quello di colpire alcune delle centinaia di adolescenti presenti nella discoteca. Tuttavia, a causa di un posto di blocco della polizia di frontiera israeliana all'ingresso e della risposta immediata della squadra della polizia di frontiera durante la serie di accoltellamenti, è stato evitato un incidente di massa molto più grande e fatale.